# Kerrick
Kerrick és una població dels Estats Units a l'estat de Minnesota. Segons el cens del 2000 tenia 71 habitants.

## Demografia
Segons el cens del 2000, Kerrick tenia 71 habitants, 28 habitatges, i 19 famílies. La densitat de població era de 27,4 habitants per km².
Dels 28 habitatges en un 28,6% hi vivien nens de menys de 18 anys, en un 42,9% hi vivien parelles casades, en un 17,9% dones solteres, i en un 28,6% no eren unitats familiars. En el 28,6% dels habitatges hi vivien persones soles el 10,7% de les quals corresponia a persones de 65 anys o més que vivien soles. El nombre mitjà de persones vivint en cada habitatge era de 2,54 i el nombre mitjà de persones que vivien en cada família era de 3.
Per edats la població es repartia de la següent manera: un 19,7% tenia menys de 18 anys, un 11,3% entre 18 i 24, un 32,4% entre 25 i 44, un 18,3% de 45 a 60 i un 18,3% 65 anys o més.
L'edat mediana era de 40 anys. Per cada 100 dones de 18 o més anys hi havia 128 homes.
La renda mediana per habitatge era de 38.750 $ i la renda mediana per família de 38.750 $. Els homes tenien una renda mediana de 37.250 $ mentre que les dones 11.250 $. La renda per capita de la població era de 14.324 $. Cap de les famílies i el 2,7% de la població estaven per davall del llindar de pobresa.

## Poblacions més properes
El següent diagrama mostra les poblacions més properes.